# Ælfgyva

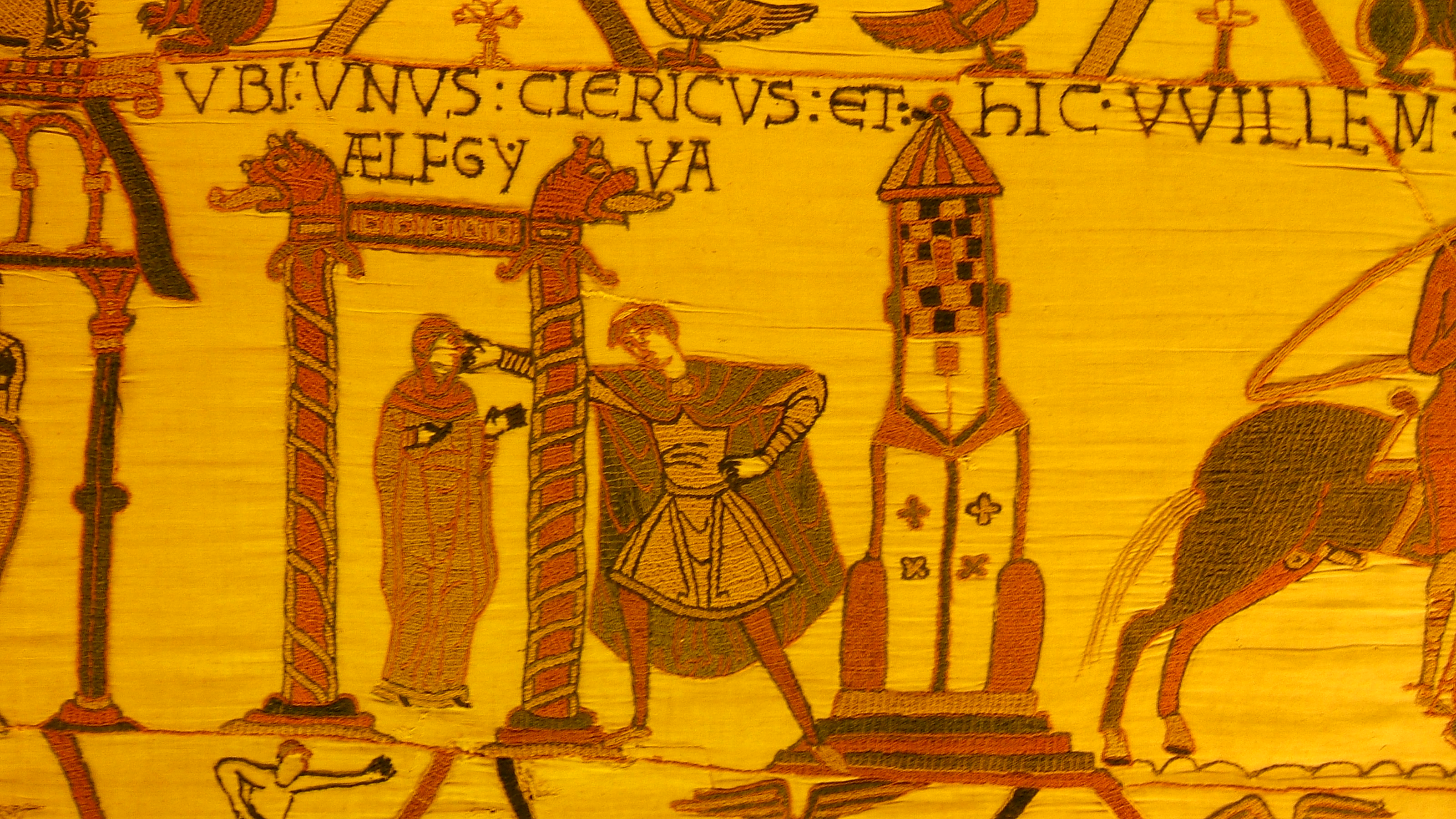
On observe les deux personnages, Ælfgyva (à gauche) et un clerc à droite

Ælfgyva est un personnage féminin énigmatique de la Tapisserie de Bayeux qui apparaît dans une scène dont le sens est aujourd'hui perdu. Cette scène est comprise entre l'arrivée d'Harold Godwinson à la cour de Guillaume le Conquérant, après son naufrage en Ponthieu, et la campagne normande contre la Bretagne.

## Description
Seulement trois femmes sont représentées sur la tapisserie, aux côtés d’environ six cents hommes, et Ælfgyva est la seule de ces femmes à être nommée. Elle apparaît sur la scène 15, avec un clerc qui lui touche la joue (caresse ou soufflet, on ne sait) et accompagnée d’un commentaire : Ubi unus clericus et Ælfgyva (« où est un clerc et Ælfgyva »). Cette phrase toutefois pourrait aussi être la continuation de la précédente : Hic dux Wilgelm cum Haroldo venit ad palatium suum ubi unus clericus et Ælfgyva (« Ici le duc Guillaume vint avec Harold en son palais où se trouvaient un clerc et Ælfgyva »). 
Dans la frise inférieure, un homme dévêtu manipule des outils et précède un autre homme également dévêtu qui désigne le dessous de la jupe d’Ælgyva. Cette scène se place entre celle où Harold Godwinson est reçu par le duc Guillaume, après que ce dernier a obtenu sa libération de Guy de Ponthieu et celle où le duc Guillaume part, accompagné de son armée et d’Harold, combattre la révolte du duc Conan II de Bretagne.

## Ælfgyva
Plusieurs princesses et reines saxonnes répondent à ce prénom d’Ælfgyva  ou d’Ælfgyfu assez populaire dans la famille royale d’Angleterre.
- C'est le prénom de la fille du roi Édouard l'Ancien et d’Ælfflæd, mariée à un duc de la région des Alpes[3].
- C'était aussi le prénom de la femme ou concubine du roi Edmond Ier et mère des rois Eadwig et Edgar. Séparée de son mari vers 943, elle s’est retirée dans une abbaye et aurait été vénérée par la suite comme une sainte, assurant définitivement la popularité du prénom dans la noblesse anglo-saxonne.
- C’est également le prénom anglo-saxon adopté par Emma de Normandie, fille du duc Richard Ierde Normandie, grand-tante de Guillaume le Conquérant, et épouse des deux rois Æthelred le Malavisé et Knut le Grand. Elle est la mère d’Édouard le Confesseur par son premier mariage et de Hardiknut par son second mariage.
- Knut le Grand, roi de Danemark par héritage et roi d’Angleterre par conquête, second mari d’Emma de Normandie, avait eu également une concubine de ce nom d’Ælfgyva, dénommée l’autre Ælfgifu par la Chronique anglo-saxonne ou aussi Ælfgifu de Northampton, qui avait donné naissance à Harold Pied-de-Lièvre. La haine qui ne tarde pas à opposer les deux Ælfgifu, de Normandie et de Northampton, va envenimer et perturber l’histoire des royaumes de Norvège, du Danemark et d’Angleterre de 1017 à 1043.

## Tentatives d’identification
Une des premières identifications proposées est de voir en cette Ælfgyva une fille de Guillaume le Conquérant fiancée à Harold Godwinson. Ces fiançailles sont mentionnées par Ordéric Vital, qui nomme la fille en question Adelize. Dans ses interpolations à l'œuvre de Guillaume de Jumièges, le moine-historien mentionne encore ces fiançailles, mais attribue à la fille de Guillaume le prénom d'Agathe. Eadmer de Cantorbéry mentionne que peu après l’accession d’Harold au trône d’Angleterre, le duc Guillaume le met en demeure de respecter ses engagements et de prendre sa fiancée en mariage. Cette hypothèse montrerait alors les fiançailles d’Harold et d’Adelize et suppose qu’Adelize devait imiter sa grand-tante et prendre le prénom d’Ælfgyva après son mariage. Le geste du clerc serait un soufflet destiné à mémoriser un engagement important.
Cette hypothèse présente des points forts et des points faibles. L’existence de cette fiancée d’Harold fille de Guillaume le Conquérant est confirmée par la documentation contemporaine. La situation de cette scène dans le récit laisse supposer que ces fiançailles sont conclues lors du séjour d’Harold à Rouen. La présence de cette scène pourrait même servir à noircir Harold, qui n’a tenu aucun de ses engagements. Mais cette théorie soulève également des problèmes. Tout d’abord ce sont de curieuses fiançailles où le fiancé est absent. De plus, la tapisserie montre une femme adulte alors qu’Adelize est âgée d’environ onze ans. Ensuite le nom d’Ælfgyva attribué à la fille de Guillaume est incongru : l’histoire de la tapisserie montre les droits de Guillaume au trône, dont tout laisse supposer que Harold doit devenir un duc anglo-normand vassal de Guillaume. Adelize ne l’a de fait jamais porté et il est clair qu’au moment où la tapisserie est réalisée, elle ne le portera jamais. Nommer ainsi la fille de Guillaume c’est supposer qu’elle est appelée à devenir une reine anglo-saxonne en épousant Harold, ce qui revient à nier les droits de Guillaume sur l’Angleterre.
Une autre identification a été proposée en tenant compte du récit d’Eadmer de Cantorbéry, qui mentionne une sœur non nommée d’Harold, qu’il fiance avec un noble de l’entourage du duc de Normandie, lorsqu’il se trouve à la cour de Guillaume,. Cette sœur n’est pas nommée, mais le Domesday Book mentionne une sœur d’Harold du nom d’Ælfgyfu. Mais cette hypothèse se heurte au fait que la sœur d’Harold est restée en Angleterre et ne peut pas s’être fiancée à Rouen.
Mais ces hypothèses négligent l’aura de scandale qui se dégage de cette scène. Le geste du prêtre ne ressemble pas à la manipulation d’un voile, circonstance que l’on retrouve lors des fiançailles ou d’un mariage, mais à une caresse, geste qui aura un peu plus tard au cours du Moyen Âge une connotation érotique, voire sexuelle. Or les deux épouses du roi Knut ont été associées à des bruits de ce genre.
Selon une histoire transcrite au XIVe siècle, la reine Emma Ælfgyfu de Normandie a été soupçonnée en 1043 ou en 1050 d’avoir eu une liaison avec l’évêque Ælfwine de Winchester. Pour mettre fin à ces accusations, la reine mère accepte de subir une ordalie par le feu, qui fait fonction de jugement de Dieu et en sort indemne et innocentée. Mais la scène de la tapisserie ne semble pas faire allusion à cet épisode : d’une part, on aurait la mention « unus episcopus » à la place d’« unus clericus », d’autre part le jugement de Dieu a rendu Emma totalement innocente et rappeler cette accusation, c’est s’opposer à Dieu, et enfin cette histoire n’est pas vraiment connue avant le XIVe siècle et paraît être apocryphe.
L’autre Ælfgyva, la maîtresse de Knut, a également été mêlée à des rumeurs porteuses de scandale. Durant les années 1020 à 1030, au plus fort de la haine entre d’Ælfgyfu de Northampton et d’Emma de Normandie, des bruits probablement orchestrés par Emma laissent entendre que Svend et Harold ne sont pas de Knut et d’Ælfgyfu ainsi que le relayent la Chronique anglo-saxonne :
« Plusieurs personnes affirmèrent que Sven n’était pas le fils du roi et de cette même Ælfgyfu, mais que celle-ci voulait avoir un fils du roi et ne le pouvant point, et qu’elle avait donc ordonné que le nouveau-né de la concubine d’un prêtre lui fut apporté, et qu’elle fit croire qu’elle lui avait donné un fils ».
« Harold prétendait être le fils du roi Knud et d’Ælfgyfu de Northampton, mais la chose est tout à fait fausse, car d’aucuns disent qu’il était le fils d’un certain sutor mais qu’Ælfgyfu avait agi comme pour Sven. Mais du fait que l’affaire est sujette à caution, il ne nous a pas été possible d’affirmer quoi que ce soit concernant les origines de l’un ou de l’autre» .
De fait, on voit sur la tapisserie Ælfgyva en compagnie d’un prêtre avec sur la frise inférieure deux hommes dévêtus, dont un artisan. 
La question est de savoir pourquoi un scandale vieux d’une quarantaine d’années est représenté sur la tapisserie de Bayeux, alors qu’Ælfgyfu de Northampton et ses deux fils sont tous décédés depuis environ trente ans. À la mort de Knut le Grand, ses deux fils Harold, fils d’Ælfgyfu de Northampton et Hardeknut, fils d’Emma se disputent le trône. Hardeknut, déjà roi de Danemark, doit repousser le roi de Norvège qui cherche à l’envahir et ne peut intervenir, et ses partisans en Angleterre changent progressivement de camp. Emma, pour redresser la situation, persuade Édouard et Alfred, les fils qu’elle a eus d’Æthelred II, de venir revendiquer la couronne. Une tempête empêche le débarquement d’Édouard, mais Alfred le fait et se réfugie chez le comte Godwin, lequel est en train de se rallier à Harold. Sans que Godwin s’y oppose, Harold s’empare alors d’Alfred, le fait torturer et aveugler, avant de le laisser à l’abbaye d’Ely où il meurt de ses blessures. Guillaume de Normandie a bien connu Alfred, qui était son cousin et l’hôte de la cour de Normandie de 1013 à 1036. Harold Godwinson, qui est reçu par ce même Guillaume dans la scène précédente, est le fils du comte Godwin. Peut-être qu’au cours de l’entrevue en question, cet ancien litige relatif à la mort d’Alfred fut-il abordé et les deux hommes convinrent-ils, pour des raisons politiques, de reporter toutes les responsabilités sur Harold Ier Pied de lièvre, le noircissant jusqu’à évoquer dans la tapisserie le scandale, réel ou supposé, entourant sa naissance.

### Sources
- Andrew Bridgeford (trad. Béatrice Vierne), 1066, l’histoire secrète de la tapisserie de Bayeux, Éditiond du Rocher, coll. « Anatolia », 2004 (réimpr. 2005) [détail des éditions] (ISBN 2-268-05528-0), p. 275-302.